# قلوب عامرة (برنامج)
قلوب عامرة هو برنامج ديني إسلامي تلفيزيوني يتم تقديمه على قناة أون المصرية، تقدم البرنامج الداعية الإسلامية نادية عمارة.
البرنامج بشكل عام مهتم بموضوع المرأة في الإسلام وفقه النساء وغيره من المسائل الفقهية الإسلامية.

## فريق عمل البرنامج
- إخراج: أسامة عيسى
- تقديم: نادية عمارة
- إنتاج: وائل الجعبري
- رئيس التحرير: علاء رجب
- مدير التحرير: محمود السباع
- مونتاج: علي خيري - أحمد مجدي - خالد معروف -زياد أبو حسين

## روابط خارجية
- قناة شبكة تليفزيون الحياة على اليوتيوب
- قناة أون علي اليوتيوب